# AVO 1983
Atletiekvereniging AVO 1983 werd opgericht in 1983 in de Nederlandse stad Oudenbosch. De vereniging ontstond uit een behoefte van lokale atleten om een gestructureerde en georganiseerde atletiekclub te hebben, waar zowel recreatieve als competitieve atleten hun sport konden beoefenen. AVO 1983 is aangesloten bij de Atletiekunie.

## Faciliteiten
AVO 1983 beschikt over een atletiekcomplex dat voldoet aan de eisen van de Atletiekunie. Het complex omvat een 400 meter synthetische baan, verspring- en hoogspringvoorzieningen, een polsstokhoogspringinstallatie, kogelstoot- en discuswerpsectoren en een clubhuis met kleedkamers en vergaderfaciliteiten.

## Disciplines
De vereniging biedt een breed scala aan atletiekdisciplines aan, waaronder sprinten, middellange en lange afstand, hordelopen, verspringen, hoogspringen, polsstokhoogspringen, kogelstoten, discuswerpen, speerwerpen, en meerkampen. Er is tevens een actieve loopgroep voor langeafstandslopers en een wandelgroep.

## Leden en lidmaatschappen
AVO 1983 heeft een diverse ledenbasis, variërend van jeugdleden tot senioren. De vereniging staat open voor iedereen die geïnteresseerd is in atletiek, ongeacht niveau of ervaring. Er worden regelmatig trainingen en clinics georganiseerd om de vaardigheden van de leden te verbeteren.

## Wedstrijden en evenementen
De vereniging organiseert jaarlijks verschillende wedstrijden en evenementen, waaronder clubkampioenschappen, regionale competities en nationale toernooien. AVO 1983 staat bekend om haar goed georganiseerde evenementen en heeft meerdere malen grote wedstrijden mogen hosten.

## Jeugd en opleiding
De jeugdafdeling biedt trainingen aan voor verschillende leeftijdsgroepen, vanaf mini-pupillen tot junioren. De vereniging heeft gekwalificeerde trainers die zorgen voor een veilige en stimulerende omgeving waarin jonge atleten kunnen groeien en hun talenten kunnen ontwikkelen. 

## Vrijwilligers en gemeenschap
De vereniging draait grotendeels op de inzet van vrijwilligers. Leden en ouders van jeugdleden worden aangemoedigd om bij te dragen aan de organisatie van activiteiten en het onderhoud van de faciliteiten. AVO 1983 heeft een sterke band met de lokale gemeenschap en neemt deel aan verschillende maatschappelijke initiatieven en samenwerkingen met scholen en lokale organisaties.

## Toekomst en ambities
AVO 1983 streeft ernaar om een vooraanstaande rol te spelen in de atletieksport in Nederland. De vereniging werkt continu aan de verbetering van haar faciliteiten en het aanbod van trainingen en activiteiten. Door het stimuleren van zowel recreatieve als competitieve atletiek, hoopt AVO 1983 bij te dragen aan de promotie van een gezonde en actieve levensstijl in de regio Oosterhout en daarbuiten.